# 井原西鶴
井原 西鶴（いはら さいかく、寛永19年〈1642年〉 - 元禄6年8月10日〈1693年9月9日〉）は、江戸時代の大阪の浮世草子・人形浄瑠璃作者、俳諧師。別号は鶴永、二万翁、西鵬。
『好色一代男』をはじめとする浮世草子の作者として知られる。談林派を代表する俳諧師でもあった。

## 概要

井原西鶴像（生國魂神社）

寛永19年（1642年）頃、紀伊国中津村（現：和歌山県日高郡日高川町）に生れ、15歳頃から俳諧師を志し談林派を代表する俳諧師として名をなした。一昼夜の間に発句をつくる数を競う矢数俳諧の創始を誇り、またそれを得意とした（最高記録は23,500句）。その奇矯な句風から阿蘭陀流（オランダりゅう）と称される。天和2年（1682年）に『好色一代男』を出版し好評を得、その後様々なジャンルの作品を出版。従来の仮名草子とは一線を画すとして、現在では『好色一代男』以後の作品は浮世草子として区別される。元禄6年（1693年）没。
代表作は『一代男』の他に『好色五人女』『日本永代蔵』『世間胸算用』など。
また代表的な発句は、

長持に春かくれゆく衣がへ

鯛は花は見ぬ里もあり今日の月

大晦日定なき世の定かな

浮世の月見過しにけり末二年
などがある。

## 生涯
寛永19年（1642年）頃、紀伊国・中津村に生まれる。本名を平山藤五とする説があるが、伊藤梅宇（伊藤仁斎の次男で、福山藩儒）の『見聞談叢』巻6に「平山藤五ト云フ町人」という記述（享保15年頃、長兄・伊藤東涯からの聞書き）があるだけで、本名か否かは不詳である。

### 俳諧師として名を成す

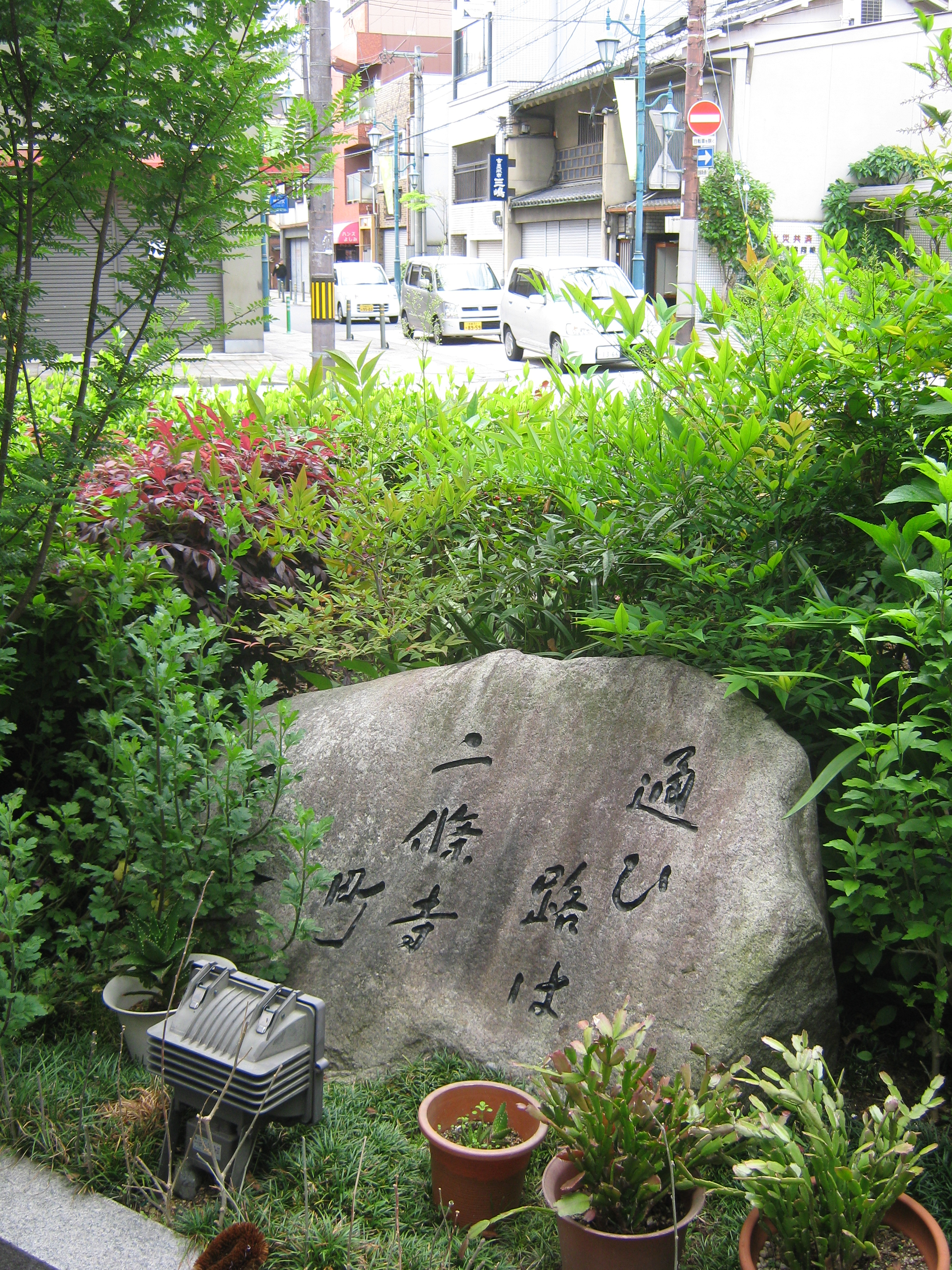
井原西鶴句碑、京都市中京区二条寺町

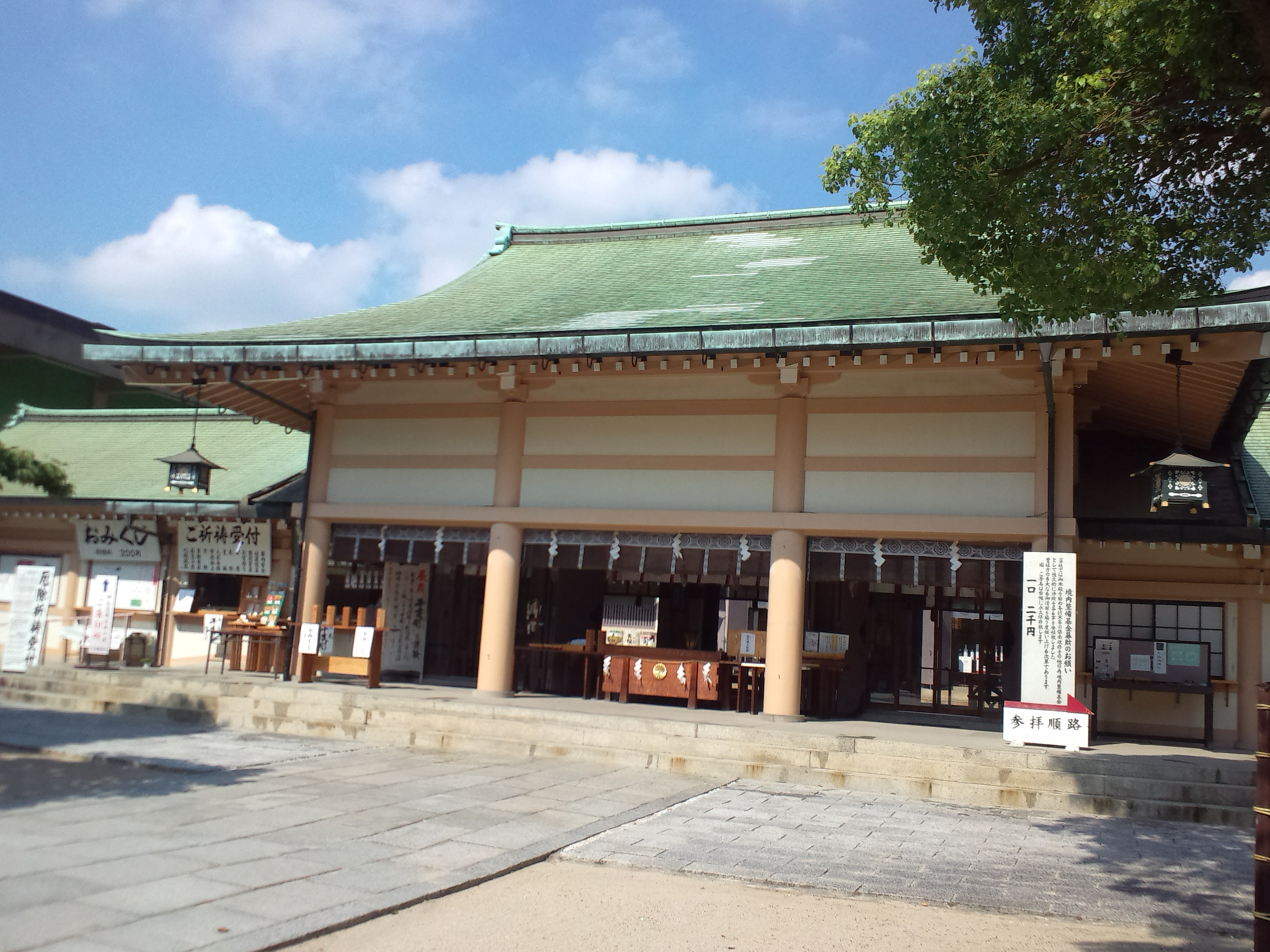
一昼夜独吟4000句を成し遂げた生國魂神社（大阪市天王寺区）

明暦2年（1656年）、15歳で俳諧を志した。寛文2年（1662年）には俳諧の点者として立っていた。貞門の西村長愛子撰『遠近集』（1666年）に見える3句が現在残る西鶴句の初見で、その時の号は鶴永。俳諧は当初貞門派の流れを汲んだが、西山宗因に近づき、1670年代には談林派の句風となった。
延宝元年（1673年）春、大坂・生國魂神社の南坊で万句俳諧の興行をし、同年6月28日『生玉万句』として出版。この自序に「世こぞつて濁れり、我ひとり清り」「賤も狂句をはけば、世人阿蘭陀流などさみして、かの万句の数にものぞかれぬ」「雀の千こゑ鶴の一声」と記し、自らの新風を強調した。その結果、談林俳諧師の先鋭とされ、「おらんだ西鶴」と称された。西山宗因の『蚊柱百句』に先立つこと1年、談林俳諧成立の記念碑的作品と見る見方もある。また、その興行の出句者を見ると宗因の影が濃く、既に師・宗因と出会っていた可能性が高い。西鶴号が、翌年正月の『歳旦発句集』に初めて見える。
延宝3年（1675年）、34歳の時に妻を亡くし1000句の追善興行、『誹諧独吟一日千句』（同年4月8日自序）と題して出版する。大坂俳壇の重鎮の多くを含む105名の俳諧師の追善句も載せる。同年に剃髪し、法体になっている。
延宝5年（1677年）3月、大坂の生國魂神社で一昼夜1600句独吟興行し、5月にそれを『俳諧大句数』と題して刊行。序文にて「今又俳諧の大句数初て、我口拍子にまかせ」と矢数俳諧（cf.通し矢）の創始を主張し「其日数百人の連衆耳をつぶして」と自慢気に語ったが、同年9月に月松軒紀子が1,800句の独吟興行で西鶴の記録を抜く。翌年、月松軒の独吟が『俳諧大矢数千八百韵』と題して刊行され、点を加えた菅野谷高政が序で西鶴を皮肉るような物言いをする。延宝7年（1679年）、大淀三千風が独吟3,000句を達成し『仙台大矢数』として出版、その跋文に西鶴は「紀子千八百はいざ白波の跡かたもなき事ぞかし」「其上かゝる大分の物、執筆もなく判者もなし、誠に不都合の達者だて」と紀子の一昼夜独吟に疑いをかけ「中々高政などの口拍子にては、大俳諧は及ぶ事にてあらず」と返す刀で高政をも切る。延宝8年5月7日（1680年6月3日）に生國魂神社内で4,000句独吟を成就、翌年4月に『西鶴大矢数』と題して刊行した。貞享元年（1684年）には摂津住吉の社前で一昼夜23,500句の独吟、以後時に二万翁と自称。1684年刊行『俳諧女哥仙』以降は俳書の刊行は休止状態となる。

### 作家への転進
天和2年（1682年）10月、浮世草子の第一作『好色一代男』を出板。板下は西吟、挿絵は西鶴。好評だったのか板を重ね、また翌々年には挿絵を菱川師宣に変えた江戸板も出板、貞享3年（1686年）には師宣の絵本仕立にした『大和絵のこんげん』と『好色世話絵づくし』も刊行された。さらに『一代男』の一場面が描かれた役者絵が残っていることから、歌舞伎に仕組まれたこともあるようである。
以後、後に『一代男』とともに好色物と括られる『諸艶大鑑』（1684年）、『好色五人女』（1686年）、『好色一代女』（同年）が立て続けに書かれ、やがて雑話物や武家物と呼ばれるジャンルに手を染めるようになる。この変化から、好色本の禁令が出たのではないかという考えもあるが、『色里三所世帯』（1688年）や『好色盛衰記』（同年）また遺稿の『西鶴置土産』など好色物は書き続けられているので、その説は信じがたく、またそのような禁令があったという証拠も存在しない。
天和3年（1683年）正月、役者評判記『難波の貌は伊勢の白粉』を刊行（現存するのは巻二巻三のみ）。貞享2年（1685年）には浄瑠璃『暦』をつくる。この作品は、浄瑠璃太夫の宇治加賀掾のために書かれたもので、自分の許を飛び出し道頓堀に竹本座を櫓揚げした竹本義太夫を潰すために、京都から一座を引き連れて乗り込んだ加賀掾が西鶴に依頼した作品。敗北した加賀掾はさらなる新作を依頼し、西鶴は『凱陣八島』をもって応え、対する義太夫側は当時まだ駆け出しの近松門左衛門の新作『出世景清』で対抗。今度は加賀掾側に分があったが、3月24日（4月27日）に火事にあい帰京したという。この道頓堀競演については西沢一風の『今昔操年代記』に記されている。なお『歌舞妓始記評林』（1775年）に「往古の狂言作者には西鶴、杉三安、安達三郎左衛門、金子吉右衛門等ありといへども」とある。これについては西鶴による歌舞伎台本が残っておらず、また100年後の資料なので扱いは難しいが、現存する文献証拠で推測される以上に演劇界と深い関わりを持っていた可能性は十分に存在する。しかし、竹内玄玄一『俳家奇人談』（1816年）にある近松が西鶴門だという言い伝えは信じがたい。

### 死とその後

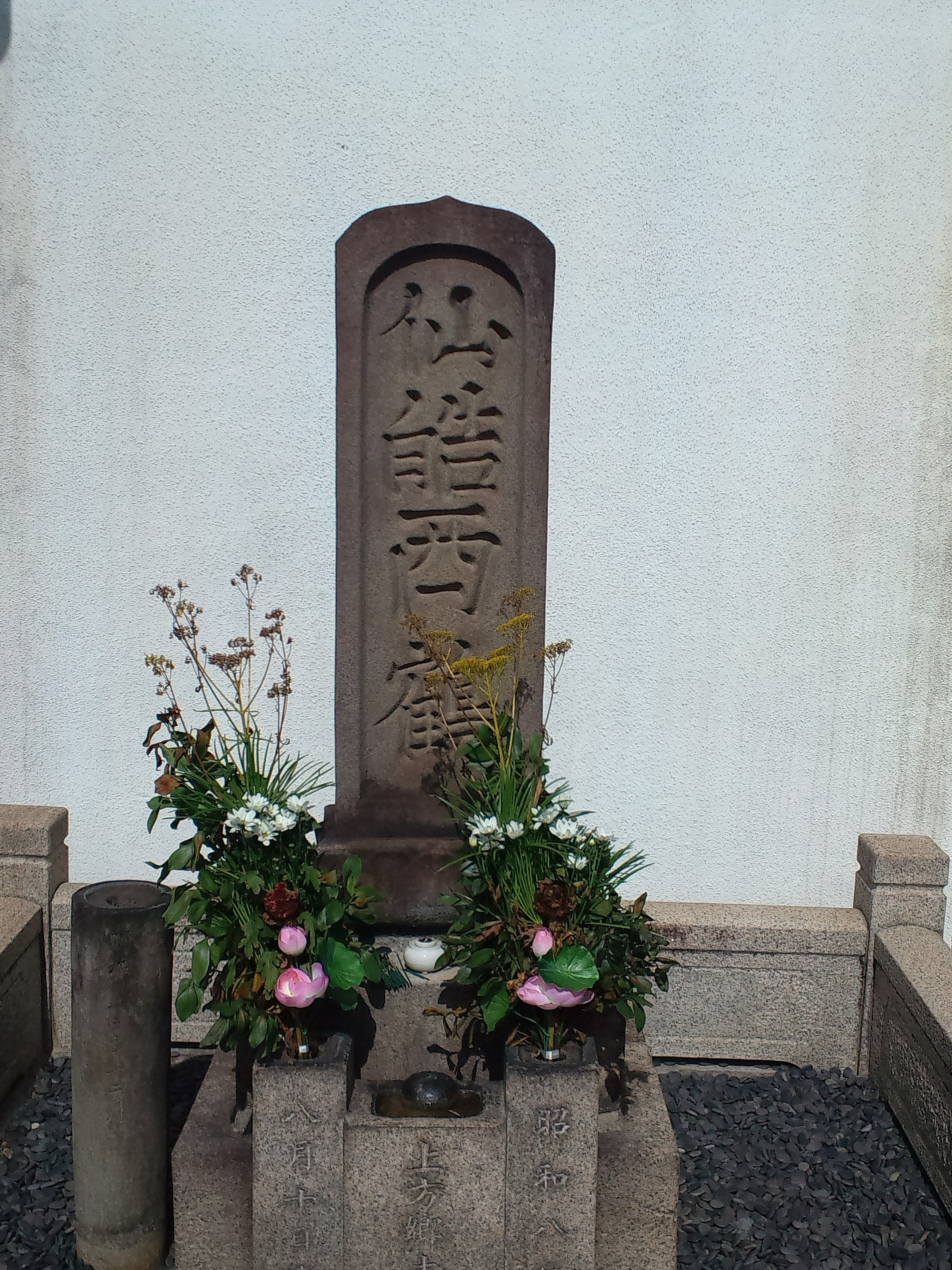
西鶴の墓（大阪市中央区・誓願寺内）

元禄6年8月10日（1693年9月9日）に西鶴は没し、誓願寺に葬られた。法名は仙皓西鶴信士、寺の日牌と月牌との記載に「鎗ヤ町 松寿軒井原西鶴 五十二」とあり、『難波雀』に記された鎗屋町で亡くなったことが分かる。同年冬に遺稿集として『西鶴置土産』が出版される。口絵に西鶴の肖像を載せるが、そこには「辞世、人間五十年の究り、それさへ我にはあまりたるに、ましてや」と詞書した、
浮世の月見過しにけり末二年
の句がある。遺稿集の出版は翌年以後も続き、『西鶴織留』（1694年）、『西鶴俗つれづれ』（1695年）、『西鶴文反古』（1696年）、『西鶴名残の友』（1699年）が出版された。『名残の友』の奥には、『筆蔵』という書の予告がされているが、それは刊行されなかったらしい。
北条団水が中心となって催した西鶴の13回忌歌仙を載した『こゝろ葉』（1706年）の団水による「心葉緒」（序）は、おそらく西鶴の伝記の最初で、「摂ノ浪速ノ産」「西山梅芲ノ門」「世ニ矢数俳諧ト称スル濫觴ハ西鶴ニ始リケル」「貞享元年六月五日摂ノ住吉ノ神前ニ於テ西鶴亦一日一夜ノ独吟二万三千五百首ヲ唱テ」「元禄六年八月十日浮世ノ月ノ句ヲ唱テ哦然トシテ世ヲ辞ス」などとある。眼を引くのは「靍且餘力ノ日撰述ノ和書八十餘部」という箇所で、この「八十餘部」は実数ではなく「多数」程度の意味だろうが、西鶴の関わった書物がおおく失われただろうことを思わせる。また、湖梅の追善句詞書の「下戸なれは飲酒の苦をのかれて」を見るに、西鶴は飲めなかったようである。

## 同時代の評価

### 俳諧師として
『生玉万句』（1673年）の自序に「世人阿蘭陀流などさみして」とあり、貞門俳人・中島随流は『誹諧破邪顕正』（1679年）で西山宗因を「紅毛（ヲランダ）流の張本」、西鶴を「阿蘭陀西鶴」と難じ、同じ談林の岡西惟中は『誹諧破邪顕正返答』（1680年）で「師伝を背」いていると批難、松江維舟は『俳諧熊坂』（1679年）で「ばされ句の大将」と謗ったように西鶴は多く批判されたが、それはむしろ当時の談林派でのまた俳壇での西鶴の存在の大きさを証する。
ただ、西鶴は阿蘭陀流という言葉が気に入ったのか、『俳諧胴骨』（1678年）の序に「爰にあらんだ流のはやふねをうかめ」、『三鉄輪』（1678年）の序に「阿蘭陀流といへる俳諧は、其姿すぐれてけだかく、心ふかく詞新しく」などとした。
また西国撰の『見花数寄』（1679年）に載る西国と西鶴の両吟では、西国の「桜は花阿蘭陀流とは何を以て」という発句に西鶴が「日本に梅翁その枝の梅」とつけ、阿蘭陀流の幹に宗因（梅翁）を位置づける。

### 作家として
都の錦が西鶴没後に書いた『元禄大平記』（1702年）の「写本料にてめいわくに候」には、
と、西鶴が原稿料を前借りして踏み倒したというゴシップが載るが、都の錦という人物は信用するのは難く、また西鶴への対抗意識が強い人でもあったので、この話自体は眉唾。ただ、当時の資料で原稿料については他には見えず、また通俗作家に限っても原稿料がある程度一般化するのは100年後なので、前借りは作り話であるとしても稿料を貰っていたとすれば、西鶴はかなりの人気作家であったということになる。

## 西鶴の再発見
同時代では、有名人であり、人気のある作者であったが、江戸末期には西鶴は忘れられていた。
明治以後の西鶴再評価は淡島寒月に始まる。彼の「明治十年前後」によると、寒月は山東京伝の考証本『骨董集』を読み西鶴に興味をいだき、古本を漁って幸田露伴・尾崎紅葉などに紹介したという。当時山田美妙や二葉亭四迷によって推し進められていた言文一致体の文章への違和感もあり、幸田露伴・尾崎紅葉の二人や樋口一葉などは西鶴調の雅俗折衷文体の小説を発表した。
明治30年代はロマン主義の隆盛に伴い埋没するが、自然主義文学が起こるなかで、みたび注目を浴びる。例えば島村抱月は「西鶴の思想は多くの点に於いて却つて近代欧州の文芸に見えたる思想と接邇する。個人性の寂寞、感情の不満、快楽性の悲哀、これ併しながらやみがたき人生の真相である」と、また田山花袋は「馬琴の稗史滅び、近松の人情物すたれ、一九、三馬の滑稽物は顧る者の無い今の時に当つて、西鶴の作品に自然派の面影を発見するのは、意味の深いことではないであらうか」と言ったように、紅露一葉の時代は主に西鶴の文体が注目されていたが、この時代になると自然主義に寄せつつその描写や思想的側面に注目が集まるようになった。
また太宰治は西鶴作品に触発され、12の作品を基に新釈諸国噺を発表し、「私のこのやうな仕事に依つて、西鶴のその偉さが、さらに深く皆に信用されるやうになつたら、私のまずしい仕事も無意義ではないと思はれる」と記している。

## 森銑三説
森銑三は、浮世草子の中で西鶴作品として扱われているもののうち実際に西鶴が書いたのは『好色一代男』ただひとつであり、それ以外は西鶴が関与したに過ぎない作品、または西鶴に擬して書かれただけで関与もしていない作品だと主張した。西鶴作品とされるもの総てを俎上に載せ、主に使用語句の検討から『好色一代男』以外を西鶴作品として認められないとしている。古くは幸田露伴が『本朝桜陰比事』に、明治時代の国文学者である藤岡東圃が『万の文反古』に疑いを挟んでいた。
森が西鶴関与作品とするのは以下の21作品である。
| - 『諸艶大鑑』 - 『大下馬』 - 『近代艶隠者』 - 『好色五人女』 - 『好色一代女』 - 『本朝二十不孝』 - 『男色大鑑』 | - 『懐硯』 - 『武道伝来記』 - 『日本永代蔵』 - 『武家義理物語』 - 『新可笑記』 - 『本朝桜陰比事』 - 『胸算用』 | - 『置土産』 - 『織留』 - 『俗つれづれ』 - 『万の文反古』 - 『名残の友』 - 『暦』 - 『人目玉鉾』 |

また定本西鶴全集収録のうち摸擬西鶴作品と考えるのは以下の作品である。
| - 『椀久一世の物語』 - 『椀久二世の物語』 - 『色里三所世帯』 - 『武道伝来記』 | - 『新吉原常々草』 - 『浮世栄華一代男』 - 『嵐無常物語』 |

21作品に共通する語句が『一代男』には見出されないことを端緒として疑いを持ち、それらの語句が西鶴門下の北条団水の作品である『昼夜用心記』や『日本新永代蔵』には次々と見出されることから、それらは団水が主に関わった作品として、文の質も『一代男』は俳諧趣味に基づく詩趣のある散文詩だと絶賛するが、その余の作品は悪文で詩の精神を欠いていると罵倒した。
森銑三説は近世文学研究者の間ではほとんど無視されており、『新編 西鶴全集』『決定版 対訳西鶴全集』でも採用されていない。
西鶴作品を7品詞および5種類の助動詞で主成分分析した結果、「西鶴本浮世草子と模擬西鶴作品を明確に区別することはできず、『好色一代男』だけを西鶴の作品とする森説は計量的には裏付けられない」との指摘があり、遺稿集についても『万の文反古』以外は西鶴によって執筆された可能性が高いとされるなど、統計学に基づく森説への反証が為されている。

## 作品リスト

### 関連作品
小説等

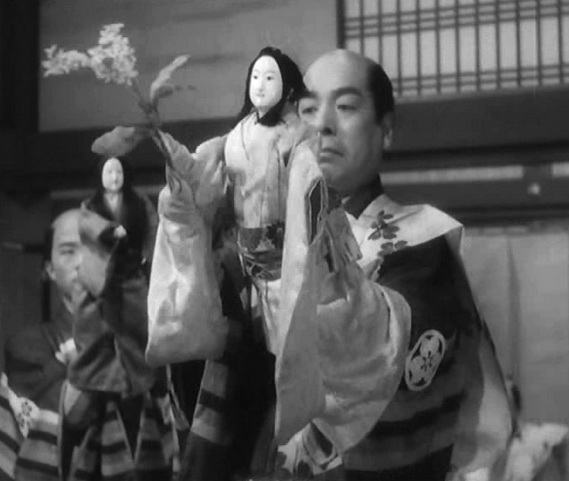
『西鶴一代女』のワンシーン

- 西鶴くずし 好色六人女 （藤本義一） 立風書房 1974年（昭和49年）
- 西鶴くずし 好色一代男 （藤本義一） 徳間書店 1978年（昭和53年）8月
- 元禄流行作家 わが西鶴 （藤本義一） 新潮社 1980年（昭和55年）7月
- 小説・好色世之介 （宇野信夫） 平凡社 1982年（昭和57年）9月
- 西鶴人情橋（吉村正一郎）講談社 1993年（平成5年）
- ちょんがれ西鶴 （浅黄斑） 双葉社 2001年（平成13年）1月
- 阿蘭陀西鶴（朝井まかて）講談社 2014年9月

映画化
- お夏清十郎 (1924年)   監督：中川紫朗
- 樽屋おせん (1924年)   監督：枝正義郎
- 武家義理物語 (1926年)   監督：山下秀一
- 鱒屋おせん (1928年)   監督：松本英一
- 好色五人女 (1948年)   監督：野淵昶
- 西鶴一代女 (1952年)   監督：溝口健二
- 大阪物語 (1957年)   監督：吉村公三郎
- 好色一代男 (1961年)   監督：増村保造
- ピンクサロン 好色五人女 (1978年)   監督：田中登

## 登場作品
- 『ねこねこ日本史』（原作者：そにしけんじ、声優：佐々木義人）